# Jumping into the World
《Jumping into the World》(점핑 인투 더 월드)는 대한민국 여자 가수 보아의 첫번째 스페셜앨범이다. 집수로는 1.5집이 된다. 본격적인 일본 진출을 시작하기 전, 해외 진출 선언의 의미로 발매한 음반이기도 하다. 신곡 8곡을 포함하였다. 활동 기간은 2달 정도로 짧게 활동하였다. 보아가 처음으로 외국 작사, 작곡가들과 함께 작업한 앨범이기도 하다. 이 앨범은 일본, 중국, 미국에서 녹음하였고, 뮤직비디오는 영국에서 촬영 되었다. 보아의 첫 해외 진출은 일본인데, 이 음반은 해외 진출을 선언의 의미를 갖고 있지만 일본어로 부른 노래를 수록하지 않고 있는데, 이 음반이 발매한 2001년에는 일본 문화 4차 개방이 이뤄지지 않기 때문에 수록이 불가능 하였다.

## 수록의 특징
- 〈ID; Peace B〉, 〈SARA〉, 〈비밀일기 (I'm sorry)〉는 중국어로 번안되어 수록되었다.
- 〈ID; Peace B〉, 〈SARA〉, 〈Don't start now〉는 영어로 번안되어 수록되었다.

* 일본의 첫 앨범 《LISTEN TO MY HEART》의 수록곡
〈Don't Start Now〉, 〈POWER〉,〈Dreams come true〉 - 일본어로 수록

## 일본에서의 발매
5만장 한정 리컷 싱글 《Don't start now》을 발매하고 그 날 동시에 이 음반이 일본에서 라이센스 되었다. 《Jumping into the World》라는 동명의 타이틀 인데, 한국과는 다르게 일본 라이센스 반에는 CD-EXTA 특별 사양으로 보아의 인터뷰 동영상을 볼 수 있다.

## (1.5집) 방송 출연 목록
| (타이틀곡) Don't Start Now |                     |                                          |
| 2001년 2월 24일            | Mnet VJ쇼           | VJ                                       |
| 2001년 2월 25일            | SBS 인기가요        | 컴백무대 + 이지훈&신혜성 인형무대 게스트 |
| 2001년 2월 28일            | SBS 뮤직엔터        | 컴백무대 + 개인기 청춘극장               |
| 2001년 2월 28일            | KMTV 생방송 뮤직큐  | 생큐미팅                                 |
| 2001년 3월 2일             | NTV N TOP 인기가요  |                                          |
| 2001년 3월 2일             | Mnet 쇼킹M          |                                          |
| 2001년 3월 3일             | SBS 올스타 청백전   |                                          |
| 2001년 3월 9일             | NTV N TOP 인기가요  |                                          |
| 2001년 3월 9일             | KMTV 퀵 서비스      |                                          |
| 2001년 3월 16일            | NTV N TOP 인기가요  |                                          |
| 2001년 3월 31일            | MBC 음악캠프        |                                          |
| 2001년 4월 4일             | MBC 섹션TV 연예통신 | 일본 쇼케이스                            |

## 트랙 리스트
| CD   | CD                                  | CD                                                  | CD                                                  | CD       |
| 트랙 | 수록곡                              | 작사·작곡·편곡                                      | 작사·작곡·편곡                                      | 길이     |
| ---- | ----------------------------------- | --------------------------------------------------- | --------------------------------------------------- | -------- |
| 01   | Don't start now                     | 작사 : 유영진 / 작곡 : Peter Rafelson・Jeff Vincent | 작사 : 유영진 / 작곡 : Peter Rafelson・Jeff Vincent | 3분 43초 |
| 02   | Again                               | 작사 : 박정란 / 작곡 : 강원석                       | 작사 : 박정란 / 작곡 : 강원석                       | 4분 21초 |
| 03   | Destiny                             | 작사 : 김기범, 유영욱 / 작곡 : 하라다 켄            | 작사 : 김기범, 유영욱 / 작곡 : 하라다 켄            | 5분 11초 |
| 04   | Love letter                         | 작사 : 김종숙 / 작곡 : 정재윤                       | 작사 : 김종숙 / 작곡 : 정재윤                       | 4분 3초  |
| 05   | Love hurts                          | 작사·작곡 : 서웅근                                  | 작사·작곡 : 서웅근                                  | 3분 8초  |
| 06   | POWER                               | 작사 : 김기범, 유영욱 / 작곡: 하라다 켄             | 작사 : 김기범, 유영욱 / 작곡: 하라다 켄             | 3분 4초  |
| 07   | Let U Go                            | 작사 : 김기범, 유영욱 / 작곡 : 하라다 켄            | 작사 : 김기범, 유영욱 / 작곡 : 하라다 켄            | 4분 40초 |
| 08   | Don't start now (English ver.)      | 작사 : 유영진 / 작곡 : Peter Rafelson・Jeff Vincent | 작사 : 유영진 / 작곡 : Peter Rafelson・Jeff Vincent | 3분 43초 |
| 09   | ID; Peace B (English ver.)          | 작사 : Brian, Jeena Kim, Esther / 작곡: 유영진      | 작사 : Brian, Jeena Kim, Esther / 작곡: 유영진      | 3분 54초 |
| 10   | 사라 (SARA) (English ver.)          | 작사 : Jeena Kim / 작곡 : 강원석                    | 작사 : Jeena Kim / 작곡 : 강원석                    | 3분 48초 |
| 11   | Dreams Come True                    | 작사 : 김기범, 유영욱 / 작곡 : 하라다 켄            | 작사 : 김기범, 유영욱 / 작곡 : 하라다 켄            | 4분 41초 |
| 12   | 비밀일기 (I'm Sorry) (Chinese ver.) | 작사 : Sijie Fairy / 작곡 : 이현정                  | 작사 : Sijie Fairy / 작곡 : 이현정                  | 4분 47초 |
| 13   | ID; Peace B (Chinese ver.)          | 작사 : Sijie Fairy / 작곡 : 유영진                  | 작사 : Sijie Fairy / 작곡 : 유영진                  | 3분 54초 |
| 14   | 사라 (SARA) (Chinese ver.)          | 작사 : Sijie Fairy / 작곡 : 강원석                  | 작사 : Sijie Fairy / 작곡 : 강원석                  | 3분 48초 |